# Proholozoster neoguinensis
Proholozoster neoguinensis – gatunek kosarza z podrzędu Laniatores i rodziny Podoctidae. Jedyny znany przedstawiciel monotypowego rodzaju Pentacros.

## Występowanie
Gatunek jest endemiczny dla Nowej Gwinei.